# Fabienne Serrat
Fabienne Serrat (ur. 5 lipca 1956 w Le Bourg-d’Oisans) – francuska narciarka alpejska, trzykrotna medalistka mistrzostw świata.

## Kariera
W zawodach Pucharu Świata zadebiutowała 8 grudnia 1971 roku w Val d’Isère, gdzie została zdyskwalifikowana w pierwszym przejeździe slalomu. Pierwsze punkty wywalczyła 2 marca 1973 roku w Mariborze, gdzie zajęła siódme miejsce w tej samej konkurencji. Na podium zawodów tego cyklu pierwszy raz stanęła 22 marca 1973 roku w Heavenly Valley, kończąc rywalizację w slalomie na drugiej pozycji. W zawodach tych rozdzieliła swą rodaczkę, Patricię Emonet i Christę Zechmeister z RFN. W kolejnych startach jeszcze 36 razy stawała na podium, odnosząc przy tym trzy zwycięstwa: 25 stycznia 1974 roku w Badgastein wygrała giganta, a 17 grudnia 1975 roku w Cortina d’Ampezzo i 13 grudnia 1980 roku w Piancavallo była najlepsza w slalomach. Ostatni raz w czołowej trójce znalazła się 18 marca 1983 roku w Furano, gdzie była druga w gigancie. W sezonie 1977/1978 zajęła czwarte miejsce w klasyfikacji generalnej, a w klasyfikacji slalomu była trzecia. Ponadto w sezonach 1974/1975 i 1973/1974 była druga w klasyfikacji giganta, a w 1973/1974 była też trzecia w klasyfikacji slalomu.
Wystartowała na igrzyskach olimpijskich w Innsbrucku w 1976 roku, gdzie zajęła 21. miejsce w zjeździe, a slalomu nie ukończyła. Podczas rozgrywanych cztery lata później igrzysk w Lake Placid była czwarta w gigancie, przegrywając walkę o medal z inną Francuzką, Perrine Pelen, o 0,01 sekundy. W tej samej konkurencji wystartowała również na igrzyskach olimpijskich w Sarajewie, ale nie ukończyła drugiego przejazdu. W międzyczasie zdobyła dwa medale na mistrzostwach świata w Sankt Moritz w 1974 roku. Najpierw zwyciężyła w gigancie, wyprzedzając Traudl Treichl z RFN i swoją rodaczkę, Jacqueline Rouvier. Parę dni później zwyciężyła też w kombinacji, wyprzedzając Hanni Wenzel z Liechtensteinu i Austriaczkę Monikę Kaserer. Na tej samej imprezie była też czwarta w slalomie, gdzie w walce o medal lepsza okazała się Lise-Marie Morerod ze Szwajcarii. Podczas mistrzostw świata w Garmisch-Partenkirchen w 1978 roku wywalczyła brązowy medal w slalomie, tym razem ulegając Austriaczce Lei Sölkner i Pameli Behr z RFN. Wystartowała też na mistrzostwach świata w Schladming w 1982 roku, gdzie była piąta w gigancie i dziesiąta w slalomie.
W 1984 roku zakończyła karierę
Jej mężem jest były szwajcarski alpejczyk, Peter Lüscher.
10-krotna mistrzyni Francji: w gigancie (1973, 1975, 1977, 1978, 1979, 1981, 1983), slalomie (1974, 1978) oraz w zjeździe (1978).

## Osiągnięcia

### Igrzyska olimpijskie
| Miejsce | Dzień     | Rok  | Miejscowość | Konkurencja | Czas biegu | Strata | Zwyciężczyni     |
| ------- | --------- | ---- | ----------- | ----------- | ---------- | ------ | ---------------- |
| 21.     | 8 lutego  | 1976 | Innsbruck   | Zjazd       | 1:46,16    | +5,18  | Rosi Mittermaier |
| DNF1    | 11 lutego | 1976 | Innsbruck   | Slalom      | 1:30,54    | -      | Rosi Mittermaier |
| 4.      | 21 lutego | 1980 | Lake Placid | Gigant      | 2:41,66    | +0,76  | Hanni Wenzel     |
| DNF2    | 23 lutego | 1980 | Lake Placid | Slalom      | 1:25,09    | -      | Hanni Wenzel     |
| DNF2    | 13 lutego | 1984 | Sarajewo    | Gigant      | 2:20,98    | -      | Debbie Armstrong |

### Mistrzostwa świata
| Miejsce | Dzień     | Rok  | Miejscowość            | Konkurencja | Czas biegu  | Strata     | Zwyciężczyni          |
| ------- | --------- | ---- | ---------------------- | ----------- | ----------- | ---------- | --------------------- |
| 1.      | 3 lutego  | 1974 | Sankt Moritz           | Gigant      | 1:43,18     | -          | -                     |
| 10.     | 7 lutego  | 1974 | Sankt Moritz           | Zjazd       | 1:50,84     | +2,62      | Annemarie Moser-Pröll |
| 4.      | 8 lutego  | 1974 | Sankt Moritz           | Slalom      | 1:34,63     | +0,98      | Hanni Wenzel          |
| 1.      | 8 lutego  | 1974 | Sankt Moritz           | Kombinacja  | 20,14 pkt   | -          | -                     |
| 21.     | 8 lutego  | 1976 | Innsbruck              | Zjazd       | 1:46,16     | +5,18      | Rosi Mittermaier      |
| DNF1    | 11 lutego | 1976 | Innsbruck              | Slalom      | 1:30,54     | -          | Rosi Mittermaier      |
| 31.     | 1 lutego  | 1978 | Garmisch-Partenkirchen | Zjazd       | 1:48,31     | +8,84      | Annemarie Moser-Pröll |
| 5.      | 3 lutego  | 1978 | Garmisch-Partenkirchen | Slalom      | 1:24,85     | +0,90      | Lea Sölkner           |
| 6.      | 4 lutego  | 1978 | Garmisch-Partenkirchen | Gigant      | 2:41,15     | +1,68      | Maria Epple           |
| 3.      | 4 lutego  | 1978 | Garmisch-Partenkirchen | Kombinacja  | 2460,39 pkt | +18,05 pkt | Maria Epple           |
| 4.      | 21 lutego | 1980 | Lake Placid            | Gigant      | 2:41,66     | +0,76      | Hanni Wenzel          |
| DNF2    | 23 lutego | 1980 | Lake Placid            | Slalom      | 1:25,09     | -          | Hanni Wenzel          |
| 5.      | 2 lutego  | 1982 | Schladming             | Gigant      | 2:37,17     | +1,32      | Erika Hess            |
| 10.     | 6 lutego  | 1982 | Schladming             | Slalom      | 1:41,60     | +3,29      | Erika Hess            |
| DNF2    | 13 lutego | 1984 | Sarajewo               | Gigant      | 2:20,98     | -          | Debbie Armstrong      |

### Puchar Świata

#### Miejsca w klasyfikacji generalnej
- sezon 1972/1973: 20.
- sezon 1973/1974: 5.
- sezon 1974/1975: 5.
- sezon 1975/1976: 7.
- sezon 1976/1977: 9.
- sezon 1977/1978: 4.
- sezon 1978/1979: 6.
- sezon 1979/1980: 6.
- sezon 1980/1981: 10.
- sezon 1981/1982: 18.
- sezon 1982/1983: 13.
- sezon 1983/1984: 73.

#### Miejsca na podium w zawodach
1. Heavenly Valley – 22 marca 1973 (slalom) – 2. miejsce
2. Pfronten – 6 stycznia 1974 (gigant) – 3. miejsce
3. Les Diablerets – 16 stycznia 1974 (slalom) – 2. miejsce
4. Badgastein – 24 stycznia 1974 (slalom) – 2. miejsce
5. Badgastein – 25 stycznia 1974 (gigant) – 1. miejsce
6. Abetone – 27 lutego 1974 (slalom) – 3. miejsce
7. Val d’Isère – 7 grudnia 1974 (gigant) – 3. miejsce
8. Cortina d’Ampezzo – 13 grudnia 1974 (slalom) – 2. miejsce
9. Grindelwald – 11 stycznia 1975 (gigant) – 2. miejsce
10. Garibaldi – 1 marca 1975 (gigant) – 2. miejsce
11. Sun Valley – 13 marca 1975 (gigant) – 3. miejsce
12. Val Gardena – 22 marca 1975 (slalom równoległy) – 3. miejsce
13. Cortina d’Ampezzo – 17 grudnia 1975 (slalom) – 1. miejsce
14. Mont-Sainte-Anne – 19 marca 1976 (gigant) – 2. miejsce
15. Schruns – 19 stycznia 1977 (slalom) – 2. miejsce
16. Crans-Montana – 26 stycznia 1977 (slalom) – 3. miejsce
17. Maribor – 2 lutego 1977 (gigant) – 3. miejsce
18. Cervinia – 10 grudnia 1977 (slalom) – 2. miejsce
19. Les Diablerets – 10 stycznia 1978 (gigant) – 3. miejsce
20. Berchtesgaden – 25 stycznia 1978 (slalom) – 2. miejsce
21. St. Gervais – 8 lutego 1978 (slalom) – 3. miejsce
22. Megève – 9 lutego 1978 (gigant) – 3. miejsce
23. Stratton Mountain – 5 marca 1978 (slalom) – 2. miejsce
24. Waterville Valley – 7 marca 1978 (gigant) – 3. miejsce
25. Meiringen – 19 stycznia 1979 (kombinacja) – 2. miejsce
26. Pfronten – 3 lutego 1979 (slalom) – 2. miejsce
27. Limone Piemonte – 8 grudnia 1979 (gigant) – 3. miejsce
28. Limone Piemonte – 14 grudnia 1979 (kombinacja) – 3. miejsce
29. Wysokie Tatry – 8 marca 1980 (slalom) – 2. miejsce
30. Saalbach-Hinterglemm – 12 marca 1980 (gigant) – 3. miejsce
31. Limone Piemonte – 8 grudnia 1980 (gigant) – 3. miejsce
32. Limone Piemonte – 12 grudnia 1980 (kombinacja) – 2. miejsce
33. Piancavallo – 13 grudnia 1980 (slalom) – 1. miejsce
34. Badgastein – 20 stycznia 1982 (slalom) – 3. miejsce
35. Schruns – 21 stycznia 1983 (kombinacja) – 3. miejsce
36. Waterville Valley – 9 marca 1983 (gigant) – 3. miejsce
37. Furano – 18 marca 1983 (gigant) – 2. miejsce

- 3 zwycięstwa, 17 drugich i 17 trzecich miejsc.